# Marijan Brecelj (književnik)
Marijan Brecelj, slovenski bibliograf, prevajalec, urednik, literarni zgodovinar, slovaropisec, bibliotekar, * 1. maj 1931, Ajdovščina - † 29. oktober 2019, Nova Gorica.

## Življenje
Italijansko osnovno šolo je obiskoval v rojstni Ajdovščini, kjer je dokončal pet razredov, nato pa se je šolal na salezijanski interni klasični gimnaziji v Gorici (1943/44). Drugi razred gimnazije (1944/45) je obiskoval v Castelleriju pri Vidmu. V Gorici je v letih 1945–47 opravil še dva gimnazijska razreda, da je lahko po priključitvi večjega dela Primorske k Jugoslaviji (september 1947) začel šolanje na novoustanovljeni gimnaziji v Šempetru pri Gorici. Poleti 1947 je bil dva tedna zaprt, ker so policijski jugoslovanski organi pri njem našli goriški slovenski protirežimski tednik Slovenski Primorec. Po zrelostnem izpitu na Šempetrski gimnaziji (1951) se je odločil za študij slavistike na Filozofski fakulteti v Ljubljani, vendar je študij po šestih semestrih opustil. Leta 1949 se je zaposlil v novoustanovljeni novogoriški Študijski knjižnici, ki je tedaj imela svoj sedež v solkanski osnovni šoli. Bil je njen prvi strokovni delavec (od 1954), saj je ustrezno strokovno izobrazbo pridobival z lastnim študijem in z obiskovanjem tečajev v Narodni in univerzitetni knjižnici v Ljubljani. Leta 1956 se je za nekaj mesecev zaposlil v Kopru na delovnem mestu ravnatelja Ljudske knjižnice, vendar se je kmalu vrnil v pokrajinsko Študijsko knjižnico v Solkanu, ki je leta 1959 dobila nove prostore v Novi Gorici in leta 1963 dobila ime Goriška knjižnica Franceta Bevka. Služboval je v Goriški knjižnici kot knjižničar in bil vodja študijskega oddelka do leta 1978, nato pa je vse do upokojitve leta 1990 delal v knjižnici Goriškega muzeja v Novi Gorici z nazivom častni bibliotekarski sodelavec.

## Delo
V dijaških letih je objavljal v listu Naša vesna (1946) in v Mladi setvi. Na goriški gimnaziji je objavljal pesmi, prozne sestavke in poskuse literarnih esejev v dijaških listih Šestošolec, Sedmošolec in Nova pota. Kasneje je objavljal pesmi, prevode in drugo literarnozgodovinsko gradivo v različnih publikacijah, kot so Obzornik, Pastirček, Barčica, Bori, Galeb, Zaliv, Obala, Primorske novice, Soča ... Pisal je ljubezensko, refleksivno in krajinsko liriko. Samostojno je leta 1968 izdal pesniško zbirko z naslovom V času odmaknjena sidrišča, kjer je v treh ciklih zbral svoje najboljše pesmi. Prvi cikel vsebuje njegovo ljubezensko liriko, drugi z naslovom Črv v lobanji refleksivno in tretji cikel krajinsko liriko. Glede na vsebino pa v njegovih pesmih nad optimizmom in veseljem do življenja prevladujejo pesimizem, žalost in nostalgija. Vse novonastale pesmi pa je objavljal le še priložnostno. 
Kot bibliograf je sestavil vrsto osebnih in specialnih bibliografij: Bevkova bibliografija (1960), Bibliografija slovenskih sonetnih vencev (1962), Gradnikova bibliografija (1964), Bibliografija partizanskega tiska na Primorskem (1965), Bibliografija NOB tiska na Goriškem (1963), Bibliografija prevodov iz slovenskega leposlovja (1971), Knjižne izdaje Dantejevih del v jezikih jugoslovanskih narodov (1965), Slovenski-primorski koledarji (1965, 1968), Osnutek Gregorčičeve bibliografije, Osnutek bibliografije o Cirilu Kosmaču, bibliografija Goriške Mohorjeve družbe, Katalog rokopisov Goriške knjižnice Franceta Bevka (1990), bibliografija Štiri stoletja in pol prevajanja italijanskih del v slovenščino (2000). 
Z bibliografijami je opremil objave, pri katerih je sodeloval kot urednik in sourednik. Pomembno je njegovo sodelovanje z goriško Mohorjevo družbo ob koncu šestdesetih let in skozi vsa sedemdeseta leta.
Na literarnozgodovinskem področju je uredil in z uvodi, komentarji opremil Izbrane pesmi Ljubke Šorli (1972), izbor pesniškega dela Ludvika Zorzuta Ptička briegarca (1974), Mlini življenja Franceta Bevka (1967) ... 
Deloval je kot prevajalec iz različnih jezikov: italijanščine, slovaščine, češčine, španščine, nemščine, angleščine, poljščine, francoščine in srbohrvaščine. Prevajal je romane, dramska dela, krajšo prozo, poezijo, besedila za otroke, strokovna besedila, umetnostnozgodovinske ter literarne eseje. Iz italijanščine in v italijanščino je prevajal uvode v različnih slikarskih katalogih ali monografijah ter prevajal drame za novogoriško gledališče.
Objavil in z literarnozgodovinskimi opombami je opremil vrsto korespondenc, tako na primer pisma Bevku, ki so jih pisali Alojz Res, Marij Kogoj, Zofka Kveder, F. S. Finžgar ter pisma Ivanu Trinku. Izšel je izbor korespondenc Vinka Vodopivca.
Bil je urednik različnih publikacij, kot so Knjižnica, Sreč, zbornik Goriškega muzeja Goriški letnik (zbornik), sourednik Borov, Sakralni spomeniki Primorske ... S sodelovanjem v strokovni organizaciji slovenskih knjižničarjev, zlasti s pisanjem v publikaciji Knjižnica, je prispeval k razvoju knjižničarstva v Sloveniji.  
Sodeloval je tudi pri glavnini primorskega revialnega tiska in z ocenami v časopisih spremljal slovensko in zlasti primorsko knjižno produkcijo. V Goriški knjižnici je Brecelj ob rednem delu deloval tudi kot iniciator, leta 1957 je stike vzpostavil z državno knjižnico v Gorici in v sodelovanju z ravnateljem knjižnice sta začela prirejati večje mednarodne razstave. Leta 1965 so v sodelovanju v Novi Gorici odprli razstavo o sodobni italijanski knjigi, leta 1972 je bila razstava mladinske literature Slovenije, Italije in Avstrije v Celovcu. Poleg mednarodnih razstav, pa je bil avtor tudi glavnine razstav v Goriški knjižnici do leta 1978, npr. razstava o sodobnem evropskem ekslibrisu. 
Več kot 50 let je skrbel tudi za Škrabčevo knjižnico na Kostanjevici v Novi Gorici.
Deloval je kot leksikograf, saj je sodeloval pri nastanku naslednjih leksikografskih del: Primorski slovenski biografski leksikon, kjer je bil glavni pobudnik, član uredniškega odbora in eden najvidnejših ustvarjalcev, saj ga je vsebinsko zasnoval, izdelal geslovnik, uredil prvih šest zvezkov in zanj napisal 355 gesel, Slovenski biografski leksikon, Avstrijski biografski leksikon, novosadski Leksikon pisaca Jugoslavije, Enciklopedija Slovenije,  Dizionario biografico friulano, Lingue d'Europa. Dizionario pratico italiano-friulano-sloveno-tedesco-inglese ...   
Samostojno je uredil in izdal Furlansko-slovenski slovar (2005) ter Brazilsko-slovenski (2015) in Slovensko-brazilski slovar (2017). 
Za svoje uspešno delo je dobil Bevkovo nagrado, ki mu jo je 1978 podelila Skupščina občine Nova Gorica, Čopovo diplomo (1967) za dosežke v knjižničarstvu in Goropevškovo listino Zveze bibliotekarskih društev Slovenije (2018).

## Izbrana bibliografija
- Bevkova bibliografija. Koper: Lipa, 1960. (COBISS)
- Bibliografija NOB tiska na Goriškem. Nova Gorica: Goriška knjižnica, 1963. (COBISS)
- Gradnikova bibliografija. Nova Gorica: Goriška Knjižnica, 1964. (COBISS)
- Bibliografija partizanskega tiska na Primorskem. Nova Gorica: Goriška knjižnica, 1965. (COBISS)
- V času odmaknjena sidrišča. Trst: Mladika, 1968. (COBISS)
- Bibliografija prevodov iz slovenskega leposlovja. Ljubljana: Pen-Club, 1971. (COBISS)
- Frančiškanski samostan Kostanjevica v Novi Gorici. Nova Gorica: Frančiščanski samostan na Kostanjevici, 1989. (COBISS)
- Lingue d'Europa: Dizionario pratico italiano-friulano-sloveno-tedesco-inglese. Udine: Messaggero Veneto, 1995. (COBISS)
- Štiri stoletja in pol prevajanja italijanskih del v slovenščino: 1555-2000. Nova Gorica: Goriška knjižnica, 2000. (COBISS)
- Usoda slovenske knjige pod fašistično Italijo. Koledar 2005. (COBISS)
- Furlansko-slovenski slovar. Nova Gorica: Goriška knjižnica, 2005. (COBISS)
- Brazilsko-slovenski slovar/Dicionario Brasileiro-Esloveno, Nova Gorica/Šmarje-Sap : Buča, 2015.
- Slovensko-brazilski slovar (2017).